# هانا سیمون
هانا سیمون (انگلیسی: Hannah Simone؛ زادهٔ ۳ اوت ۱۹۸۰) یک هنرپیشه، و مانکن (فرد) اهل بریتانیا است. وی از سال ۲۰۰۵ میلادی تاکنون مشغول فعالیت بوده‌است.
او در فیلم گروه رفقا بازی کرده‌است.